# Catedral de la Inmaculada Concepción (Chanthaburi)
La Catedral de la Inmaculada Concepción (en tailandés: วิหารสมโภช) es el nombre que recibe un edificio religioso que está afiliado a la Iglesia católica y se encuentra ubicado en la localidad de Chanthaburi, en la provincia del mismo nombre, en el país asiático de Tailandia.

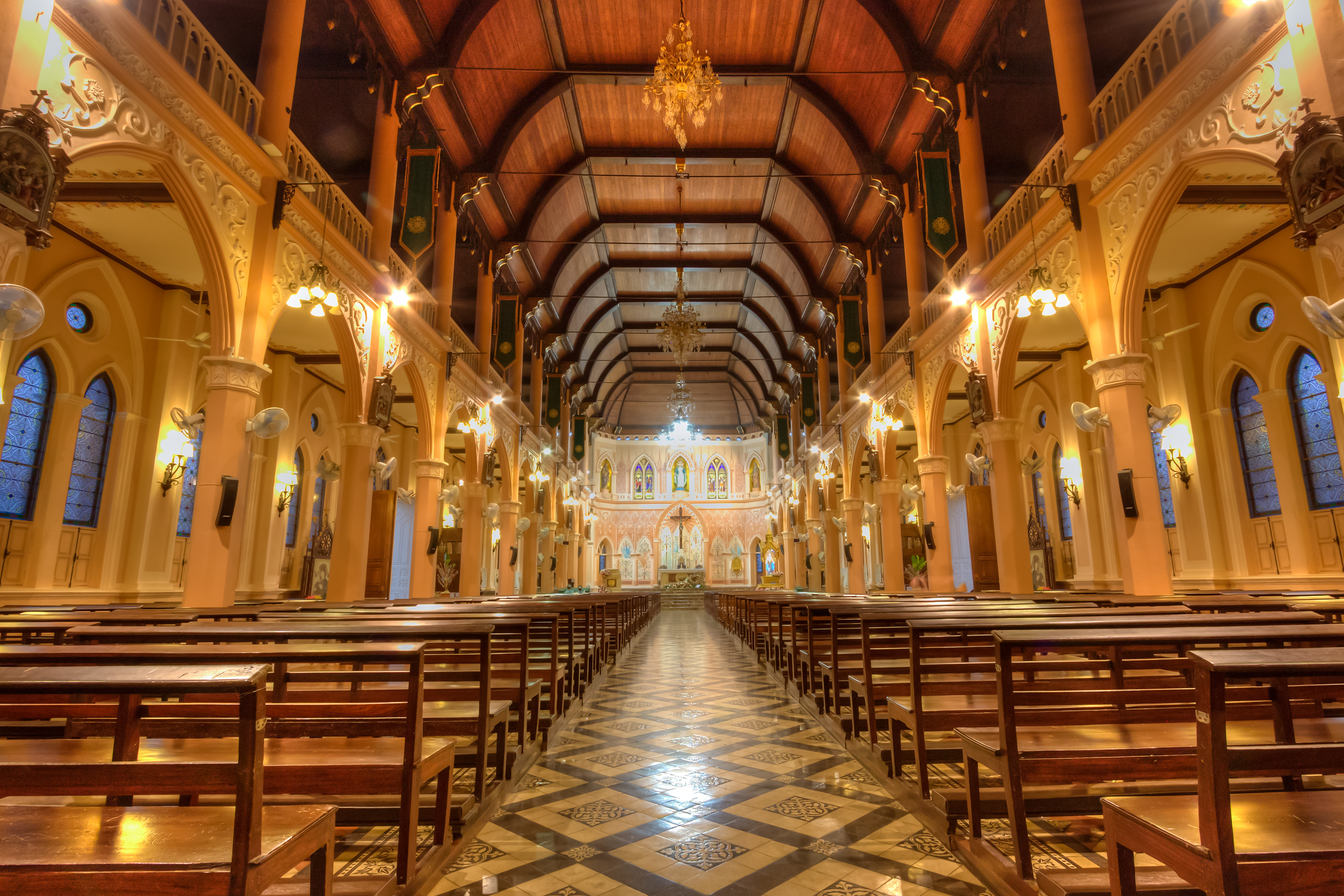
Vista interna

El templo es visible desde casi toda la ciudad, fue inaugurada formalmente en 1909 como una de la iglesia católicas más grandes construidas en esa nación sobre una estructura previa de más de 300 años. Fue construida en estilo gótico  durante los 10 años de ocupación de Francia sobre este territorio aunque quedó inconclusa para ese entonces (1893-1904). Existe una estatua de la Virgen María justo al frente de la Catedral.
Sigue el rito romano o latino y sirve como la sede de la diócesis de Chanthaburi (Dioecesis Chanthaburiensis,  สังฆมณฑลจันทบุรี) que fue creada en 1965 con la bula "Qui in fastigio" del papa Pablo VI. Esta bajo la responsabilidad pastoral del obispo Silvio Siripong Charatsri.